# Franz Scharwenka
Franz Scharwenka (* 2. Juni 1882 in Berlin; † 3. Oktober 1960 in Stuttgart) war ein deutscher Schauspieler bei Bühne, Film und Fernsehen, der kurz nach dem Zweiten Weltkrieg auch kurzzeitig als Theaterregisseur wirkte.

## Leben und Wirken

### Am Theater
Scharwenka begann seine künstlerische Laufbahn kurz nach der Jahrhundertwende im heimatlichen Berlin und spielte das kommende Vierteljahrhundert an Bühnen in Berlin (Schiller-Theater), Düsseldorf (Stadttheater), München (Schauspielhaus) und zuletzt erneut Berlin (Deutsches Künstlertheater). Weitere Bühnenverpflichtungen führten ihn anschließend nach Augsburg, an die Kammerspiele in München und an Berlins Theater im Admiralspalast. Von 1932 bis 1934 trat Franz Scharwenka als Ensemblemitglied der Theater in Mährisch-Ostrau und Brünn (beides Tschechoslowakei) in Erscheinung, von 1935 bis 1939 wirkte der Berliner im österreichischen Graz. Die Kriegsjahre 1939–1944 trat Scharwenka an Spielstätten in Wiesbaden, (im deutschbesetzten) Metz (Lothringen), Würzburg (Sommerbühne) und erneut in Mährisch-Ostrau auf.
Seine Nachkriegslaufbahn startete Franz Scharwenka in Stuttgart, wo er sich auch niederließ. Hier war er bis 1948 als Schauspieler wie auch als Regisseur am Staatstheater tätig, ging dann für eine Spielzeit (1948/49) an das Intime Theater und wirkte rund zehn Jahre lang am Jungen Theater sowie in der Komödie im Marquardt als Schauspieler. 1959 führte ihn eine Kurzzeitverpflichtung an das Theater am Roßmarkt in Frankfurt am Main.

### Bei Film und Fernsehen
Scharwenka trat bereits vor dem Ersten Weltkrieg erstmals vor die Kamera und wirkte seitdem in unregelmäßigen Abständen mit kleinen Rollen in Stumm- wie in Tonfilmen mit. Mehrfach wurde er als Adeliger besetzt, spielte aber durchaus auch einfacherer Charaktere. Bereits in den frühen 1930er Jahren kam seine Filmtätigkeit weitgehend zum Erliegen, seine letzten beiden Auftritte vor der Kamera erfolgten 1957 in zwei Fernsehfilmen des Süddeutschen Rundfunks.

### Bedeutende Verwandte
Scharwenka entstammte einer Künstlerfamilie, darunter diverse Musiker. Sein Vater war der Komponist und Musikpädagoge Philipp Scharwenka, sein Onkel Xaver Scharwenka wirkte im selben Betätigungsfeld. Franz’ ein Jahr älterer Bruder Walter Scharwenka war ein bekannter Komponist und Organist.

## Filmografie
- 1913: Der Volkstyrann
- 1917: Der Herr mit der Dogge
- 1919: Das Fräulein von Scuderi
- 1920: Orchideen
- 1920: Das schwarze Amulett
- 1921: Die Frau von morgen
- 1921: Kaiserin Elisabeth von Österreich
- 1929: Waterloo
- 1929: In einer kleinen Konditorei
- 1930: Das alte Lied
- 1934: Eine Frau, die weiß was sie will
- 1957: Die Kraft und die Herrlichkeit (Fernsehfilm)
- 1957: Das große ABC (Fernsehfilm)